# Élections municipales de 2009 dans le Centre-du-Québec
Les élections municipales québécoises de 2009 se déroulent le 1er novembre 2009. Elles permettent d'élire les maires et les conseillers de chacune des municipalités locales du Québec, ainsi que les préfets de quelques municipalités régionales de comté.

## Centre-du-Québec

### Aston-Jonction
| Candidats pour la mairie | Vote            | %               |
| ------------------------ | --------------- | --------------- |
| Pierre Gaudet (Sortant)  | Sans opposition | Sans opposition |

### Baie-du-Febvre
| Candidats pour la mairie | Vote            | %               |
| ------------------------ | --------------- | --------------- |
| Claude Biron (Sortant)   | Sans opposition | Sans opposition |

### Bécancour
| Candidats pour la mairie  | Vote            | %               |
| ------------------------- | --------------- | --------------- |
| Maurice Richard (Sortant) | Sans opposition | Sans opposition |

Élection partielle au poste de maire et de conseiller #5 (secteur Saint-Grégoire) en août 2012.
- Nécessaire en raison de la démission du maire Maurice Richard pour devenir président-directeur général de la Société du parc industriel et portuaire de Bécancour[1].
- Élection de Gaétane Désilets, conseillère #5, au poste de mairesse et de René Morrissette au poste de conseiller #5[2].

| Candidats pour la mairie                     | Vote  | %     |
| -------------------------------------------- | ----- | ----- |
| Gaétane Désilets (Sortante d'un autre poste) | 2 322 | 50,35 |
| Jean-Yves Dubois                             | 2 290 | 49,65 |
| Taux de participation : 41,61 %              |       |       |

| Candidats conseiller #5 | Vote | %    |
| ----------------------- | ---- | ---- |
| René Morrissette        | n/d  | 56,0 |
| André Côté              | n/d  | 25,0 |
| Jean-Marc Julien        | n/d  | 19,0 |

### Chesterville
| Candidats pour la mairie | Vote            | %               |
| ------------------------ | --------------- | --------------- |
| Louis Lafleur            | Sans opposition | Sans opposition |

### Daveluyville
| Candidats pour la mairie | Vote            | %               |
| ------------------------ | --------------- | --------------- |
| Gilles Labarre           | Sans opposition | Sans opposition |

### Deschaillons-sur-Saint-Laurent
| Candidats pour la mairie  | Vote            | %               |
| ------------------------- | --------------- | --------------- |
| Christian Baril (Sortant) | Sans opposition | Sans opposition |

### Drummondville
| Candidats pour la mairie         | Vote   | %    |
| -------------------------------- | ------ | ---- |
| Francine Ruest-Jutras (Sortante) | 12 935 | 70,4 |
| Frédéric Veilleux                | 5 440  | 29,6 |
| Taux de participation : 34,6 %   |        |      |

### Durham-Sud
| Candidats pour la mairie | Vote            | %               |
| ------------------------ | --------------- | --------------- |
| Michel Noël (Sortant)    | Sans opposition | Sans opposition |

### Fortierville
| Candidats pour la mairie | Vote            | %               |
| ------------------------ | --------------- | --------------- |
| Normand Gagnon           | Sans opposition | Sans opposition |

### Grand-Saint-Esprit
| Candidats pour la mairie    | Vote            | %               |
| --------------------------- | --------------- | --------------- |
| Julien Boudreault (Sortant) | Sans opposition | Sans opposition |

### Ham-Nord
| Candidats pour la mairie       | Vote | %    |
| ------------------------------ | ---- | ---- |
| François Marcotte (Sortant)    | 292  | 52,9 |
| Edgar Morin                    | 260  | 47,1 |
| Taux de participation : 74,7 % |      |      |

### Inverness
| Candidats pour la mairie   | Vote            | %               |
| -------------------------- | --------------- | --------------- |
| Gilles St-Pierre (Sortant) | Sans opposition | Sans opposition |

### Kingsey Falls
| Candidats pour la mairie            | Vote            | %               |
| ----------------------------------- | --------------- | --------------- |
| Micheline Pinard-Lampron (Sortante) | Sans opposition | Sans opposition |

### L'Avenir
| Candidats pour la mairie       | Vote | %    |
| ------------------------------ | ---- | ---- |
| Jean Parenteau                 | 445  | 66,4 |
| Louis Roy                      | 225  | 33,6 |
| Taux de participation : 65,1 % |      |      |

### La Visitation-de-Yamaska
| Candidats pour la mairie   | Vote            | %               |
| -------------------------- | --------------- | --------------- |
| Sylvain Laplante (Sortant) | Sans opposition | Sans opposition |

### Laurierville
| Candidats pour la mairie | Vote            | %               |
| ------------------------ | --------------- | --------------- |
| Marc Simoneau            | Sans opposition | Sans opposition |

### Lefebvre
| Candidats pour la mairie | Vote            | %               |
| ------------------------ | --------------- | --------------- |
| Christian Bahl (Sortant) | Sans opposition | Sans opposition |

### Lemieux
| Candidats pour la mairie     | Vote            | %               |
| ---------------------------- | --------------- | --------------- |
| Jean-Louis Belisle (Sortant) | Sans opposition | Sans opposition |

### Lyster
| Candidats pour la mairie       | Vote | %    |
| ------------------------------ | ---- | ---- |
| Sylvain Labrecque              | 516  | 63,5 |
| Marcel Beaudoin (Sortant)      | 297  | 36,5 |
| Taux de participation : 65,7 % |      |      |

### Maddington
| Candidats pour la mairie | Vote            | %               |
| ------------------------ | --------------- | --------------- |
| Normand Soucy (Sortant)  | Sans opposition | Sans opposition |

### Manseau
| Candidats pour la mairie | Vote            | %               |
| ------------------------ | --------------- | --------------- |
| Guy St-Pierre (Sortant)  | Sans opposition | Sans opposition |

### Nicolet
| Candidats pour la mairie | Vote            | %               |
| ------------------------ | --------------- | --------------- |
| Alain Drouin (Sortant)   | Sans opposition | Sans opposition |

### Norbertville
Élection reportée au 3 janvier 2010 en raison de la fusion avec la municipalité de Saint-Norbert-d'Arthabaska le 21 octobre 2009.

### Notre-Dame-de-Ham
| Candidats pour la mairie | Vote            | %               |
| ------------------------ | --------------- | --------------- |
| Diane Lefort             | Sans opposition | Sans opposition |

Élection partielle au poste de maire en 2012.
- Nécessaire en raison de la démission de la mairesse Diane Lefort en raison de désaccords avec le conseil[4].
- France Mc Sween devient mairesse de la municipalité[4].

### Notre-Dame-de-Lourdes
| Candidats pour la mairie       | Vote | %    |
| ------------------------------ | ---- | ---- |
| Jocelyn Bédard (Sortant)       | 247  | 58,8 |
| Serge Veilleux                 | 173  | 41,2 |
| Taux de participation : 70,4 % |      |      |

### Notre-Dame-du-Bon-Conseil (paroisse)
| Candidats pour la mairie       | Vote | %    |
| ------------------------------ | ---- | ---- |
| Michel Bourgeois (Sortant)     | 340  | 70,7 |
| Diane Therrien Camirand        | 141  | 29,3 |
| Taux de participation : 61,4 % |      |      |

### Notre-Dame-du-Bon-Conseil (village)
| Candidats pour la mairie | Vote            | %               |
| ------------------------ | --------------- | --------------- |
| Yvon Lampron (Sortant)   | Sans opposition | Sans opposition |

### Parisville
| Candidats pour la mairie | Vote            | %               |
| ------------------------ | --------------- | --------------- |
| Maurice Grimard          | Sans opposition | Sans opposition |

### Pierreville
| Candidats pour la mairie       | Vote | %    |
| ------------------------------ | ---- | ---- |
| André Descôteaux (Sortant)     | 756  | 61,6 |
| Bertrand Allard                | 472  | 38,4 |
| Taux de participation : 65,0 % |      |      |

### Plessisville (paroisse)
| Candidats pour la mairie       | Vote | %    |
| ------------------------------ | ---- | ---- |
| Alain Dubois                   | 714  | 56,2 |
| Normand Bourque                | 556  | 43,8 |
| Taux de participation : 62,7 % |      |      |

### Plessisville (ville)
| Candidats pour la mairie | Vote            | %               |
| ------------------------ | --------------- | --------------- |
| Réal Ouellet             | Sans opposition | Sans opposition |

### Princeville
| Candidats pour la mairie | Vote            | %               |
| ------------------------ | --------------- | --------------- |
| Gilles Fortier (Sortant) | Sans opposition | Sans opposition |

### Saint-Albert
| Candidats pour la mairie  | Vote            | %               |
| ------------------------- | --------------- | --------------- |
| Alain St-Pierre (Sortant) | Sans opposition | Sans opposition |

### Saint-Bonaventure
| Candidats pour la mairie  | Vote            | %               |
| ------------------------- | --------------- | --------------- |
| Félicien Cardin (Sortant) | Sans opposition | Sans opposition |

### Saint-Célestin (municipalité)
| Candidats pour la mairie | Vote            | %               |
| ------------------------ | --------------- | --------------- |
| Maurice Morin (Sortant)  | Sans opposition | Sans opposition |

### Saint-Célestin (village)
| Candidats pour la mairie | Vote            | %               |
| ------------------------ | --------------- | --------------- |
| Raymond Noël (Sortant)   | Sans opposition | Sans opposition |

### Saint-Christophe-d'Arthabaska
| Candidats pour la mairie   | Vote            | %               |
| -------------------------- | --------------- | --------------- |
| Clémence Le May (Sortante) | Sans opposition | Sans opposition |

### Saint-Cyrille-de-Wendover
| Candidats pour la mairie | Vote            | %               |
| ------------------------ | --------------- | --------------- |
| Daniel Lafond (Sortant)  | Sans opposition | Sans opposition |

### Saint-Edmond-de-Grantham
| Candidats pour la mairie      | Vote            | %               |
| ----------------------------- | --------------- | --------------- |
| Marie-Andrée Auger (Sortante) | Sans opposition | Sans opposition |

### Saint-Elphège
| Candidats pour la mairie | Vote            | %               |
| ------------------------ | --------------- | --------------- |
| Claude Précourt          | Sans opposition | Sans opposition |

### Saint-Eugène
| Candidats pour la mairie | Vote            | %               |
| ------------------------ | --------------- | --------------- |
| Gilles Watier (Sortant)  | Sans opposition | Sans opposition |

### Saint-Félix-de-Kingsey
| Candidats pour la mairie       | Vote | %    |
| ------------------------------ | ---- | ---- |
| Joëlle Cardonne                | 390  | 51,2 |
| Aurèle Francoeur               | 371  | 48,8 |
| Taux de participation : 62,6 % |      |      |

### Saint-Ferdinand
| Candidats pour la mairie       | Vote | %    |
| ------------------------------ | ---- | ---- |
| Donald Langlois (Sortant)      | 651  | 47,3 |
| Michel Vachon                  | 372  | 27,1 |
| Huguette Ruel                  | 352  | 25,6 |
| Taux de participation : 74,5 % |      |      |

### Saint-François-du-Lac
| Partis                         | Partis                  | Candidats pour la mairie       | Vote | %    |
| ------------------------------ | ----------------------- | ------------------------------ | ---- | ---- |
|                                | Équipe Critchley-Michon | Georgette Critchley (Sortante) | 646  | 62,6 |
|                                | Indépendant             | Jacques Gill                   | 212  | 20,5 |
|                                | Indépendant             | Yvan L'Heureux                 | 174  | 16,9 |
| Taux de participation : 62,8 % |                         |                                |      |      |

### Saint-Germain-de-Grantham
| Candidats au poste de maire | Vote  | %    |
| --- | ----- | ---- |
| M. Yvon Nault (Sortant) | 1 034 | 65,8 |
| M. Germain Bélanger | 537   | 34,2 |
| - Taux de participation à la mairie : 49,1 % - Nombre d'électeurs inscrits : 3208 - Nombre de votes valides : 1571 - Nombre de votes rejetés : 5 |       |      |

| Conseiller 1                    | Votes valides | %    |
| ------------------------------- | ------------- | ---- |
| Mme Nathacha Tessier (Sortante) | 116           | 45,3 |
| M. Sylvain Proulx               | 89            | 34,8 |
| M. Réjean Morin                 | 51            | 19,9 |

| Conseiller 2                  | Votes valides | %    |
| ----------------------------- | ------------- | ---- |
| M. Sylvain Gagnon             | 145           | 57,1 |
| M. Gilles Perreault (Sortant) | 109           | 42,9 |

| Conseiller 3   | Votes valides | % |
| -------------- | ------------- | - |
| M. X           | X             | X |
| M. Y (Sortant) | Y             | Y |

| Conseiller 4   | Votes valides | % |
| -------------- | ------------- | - |
| M. X           | X             | X |
| M. Y (Sortant) | Y             | Y |

| Conseiller 5   | Votes valides | % |
| -------------- | ------------- | - |
| M. X           | X             | X |
| M. Y (Sortant) | Y             | Y |

| Conseiller 6   | Votes valides | % |
| -------------- | ------------- | - |
| M. X           | X             | X |
| M. Y (Sortant) | Y             | Y |

### Saint-Guillaume
| Candidats pour la mairie     | Vote            | %               |
| ---------------------------- | --------------- | --------------- |
| Jean-Pierre Vallée (Sortant) | Sans opposition | Sans opposition |

### Saint-Joseph-de-Ham-Sud
| Candidats pour la mairie       | Vote | %    |
| ------------------------------ | ---- | ---- |
| Langevin Gagnon (Sortant)      | 118  | 52,9 |
| Renald Boisvert                | 105  | 47,1 |
| Taux de participation : 85,6 % |      |      |

### Saint-Léonard-d'Aston
| Candidats pour la mairie       | Vote | %    |
| ------------------------------ | ---- | ---- |
| Luc P. Balleux                 | 788  | 54,8 |
| Laval Simard (Sortant)         | 650  | 45,2 |
| Taux de participation : 82,5 % |      |      |

### Saint-Louis-de-Blandford
| Candidats pour la mairie  | Vote            | %               |
| ------------------------- | --------------- | --------------- |
| Gilles Marchand (Sortant) | Sans opposition | Sans opposition |

### Saint-Lucien
| Candidats pour la mairie       | Vote | %    |
| ------------------------------ | ---- | ---- |
| Suzanne Pinard Lebeau          | 508  | 82,1 |
| Doris Lefebvre                 | 111  | 17,9 |
| Taux de participation : 48,4 % |      |      |

### Saint-Majorique-de-Grantham
| Candidats pour la mairie | Vote            | %               |
| ------------------------ | --------------- | --------------- |
| Réjean Rodier            | Sans opposition | Sans opposition |

### Saint-Norbert-d'Arthabaska
Élection reportée au 3 janvier 2010 en raison de la fusion avec la municipalité de Norbertville le 21 octobre 2009.

### Saint-Pie-de-Guire
| Candidats pour la mairie | Vote            | %               |
| ------------------------ | --------------- | --------------- |
| Benoît Bourque (Sortant) | Sans opposition | Sans opposition |

### Saint-Pierre-Baptiste
| Candidats pour la mairie | Vote            | %               |
| ------------------------ | --------------- | --------------- |
| Yvon Gingras             | Sans opposition | Sans opposition |

- Démission du maire Yvon Gingras en cours de mandat pour raison de santé[6].
- Bertrand Fortier, redevient maire de la municipalité en avril 2012[7].

### Saint-Pierre-les-Becquets
| Candidats pour la mairie | Vote            | %               |
| ------------------------ | --------------- | --------------- |
| Jean-Guy Paré (Sortant)  | Sans opposition | Sans opposition |

### Saint-Rémi-de-Tingwick
| Candidats pour la mairie      | Vote | %    |
| ----------------------------- | ---- | ---- |
| Estelle Luneau                | 161  | 52,8 |
| Jacques Fréchette (Sortant)   | 144  | 47,2 |
| Taux de participation : n/d % |      |      |

### Saint-Rosaire
| Candidats pour la mairie | Vote            | %               |
| ------------------------ | --------------- | --------------- |
| Harold Poisson (Sortant) | Sans opposition | Sans opposition |

### Saint-Samuel
| Candidats pour la mairie       | Vote | %    |
| ------------------------------ | ---- | ---- |
| René Mongrain                  | 185  | 51,8 |
| Pierrette Doucet (Sortante)    | 172  | 48,2 |
| Taux de participation : 63,0 % |      |      |

### Saint-Sylvère
| Candidats pour la mairie       | Vote | %    |
| ------------------------------ | ---- | ---- |
| Claude Beaudoin (Sortant)      | 260  | 54,2 |
| Adrien Pellerin                | 220  | 45,8 |
| Taux de participation : 69,4 % |      |      |

### Saint-Valère
| Candidats pour la mairie | Vote            | %               |
| ------------------------ | --------------- | --------------- |
| Louis Hébert (Sortant)   | Sans opposition | Sans opposition |

### Saint-Wenceslas
| Candidats pour la mairie       | Vote | %    |
| ------------------------------ | ---- | ---- |
| Daniel Lamothe                 | 343  | 56,8 |
| Renée Thériault                | 261  | 43,2 |
| Taux de participation : 69,1 % |      |      |

### Saint-Zéphirin-de-Courval
| Candidats pour la mairie  | Vote            | %               |
| ------------------------- | --------------- | --------------- |
| Raymond Lemaire (Sortant) | Sans opposition | Sans opposition |

### Sainte-Anne-du-Sault
| Candidats pour la mairie       | Vote            | %               |
| ------------------------------ | --------------- | --------------- |
| Jean-Claude Bourassa (Sortant) | Sans opposition | Sans opposition |

### Sainte-Brigitte-des-Saults
| Candidats pour la mairie  | Vote            | %               |
| ------------------------- | --------------- | --------------- |
| Jean-Guy Hébert (Sortant) | Sans opposition | Sans opposition |

### Sainte-Cécile-de-Lévrard
| Candidats pour la mairie      | Vote | %    |
| ----------------------------- | ---- | ---- |
| Simon Brunelle                | 148  | 68,5 |
| Serge Nault                   | 68   | 31,5 |
| Taux de participation : n/d % |      |      |

### Sainte-Clotilde-de-Horton
| Candidats pour la mairie  | Vote            | %               |
| ------------------------- | --------------- | --------------- |
| Marie Désilets (Sortante) | Sans opposition | Sans opposition |

### Sainte-Élizabeth-de-Warwick
| Candidats pour la mairie       | Vote | %    |
| ------------------------------ | ---- | ---- |
| Luc Leblanc                    | 155  | 76,4 |
| Pierre Hébert                  | 48   | 23,6 |
| Taux de participation : 76,7 % |      |      |

### Sainte-Eulalie
| Candidats pour la mairie      | Vote | %    |
| ----------------------------- | ---- | ---- |
| André Demers                  | 366  | 76,6 |
| Jacques Tassé (Sortant)       | 112  | 23,4 |
| Taux de participation : n/d % |      |      |

### Sainte-Françoise
| Candidats pour la mairie | Vote            | %               |
| ------------------------ | --------------- | --------------- |
| Mario Lyonnais (Sortant) | Sans opposition | Sans opposition |

### Sainte-Hélène-de-Chester
| Candidats pour la mairie   | Vote            | %               |
| -------------------------- | --------------- | --------------- |
| Lionel Fréchette (Sortant) | Sans opposition | Sans opposition |

### Sainte-Marie-de-Blandford
| Candidats pour la mairie    | Vote            | %               |
| --------------------------- | --------------- | --------------- |
| Ginette Deshaies (Sortante) | Sans opposition | Sans opposition |

Élection partielle au poste de maire et de conseiller #1, #3 et #6 en octobre 2011.
- Déclenchée en raison des démissions de la mairesse Ginette Deshaies, est des conseillers Louis Martel et Jean-Pierre Mayrand[8].
- Nomination temporaire de deux commissaires par la Commission municipale du Québec pour assurer les affaires courantes de la municipalité
- Élection par acclamation de Pierre Sévigny au poste de conseiller #1 et de Lise Demers au poste de conseillère #3[8].
- Élection de Louis Martel au poste de maire et de Claudia Cossette au poste de conseillère #6[8].

| Louis Martel (Sortant d'un autre poste)        | 211 | 79,92 |
| Jean-Pierre Mayrand (Sortant d'un autre poste) | 53  | 20,08 |
| Taux de participation : 59,82 %                |     |       |

| Candidats conseiller #1 | Vote            | %               |
| ----------------------- | --------------- | --------------- |
| Pierre Sévigny          | Sans opposition | Sans opposition |

| Candidats conseiller #3 | Vote            | %               |
| ----------------------- | --------------- | --------------- |
| Lise Demers             | Sans opposition | Sans opposition |

| Candidats conseiller #6 | Vote | %     |
| ----------------------- | ---- | ----- |
| Claudia Cossette        | 133  | 50,57 |
| Jacqueline Labrie       | 130  | 49,43 |

### Sainte-Monique
| Candidats pour la mairie | Vote            | %               |
| ------------------------ | --------------- | --------------- |
| Marc Descôteaux          | Sans opposition | Sans opposition |

### Sainte-Perpétue
| Candidats pour la mairie | Vote            | %               |
| ------------------------ | --------------- | --------------- |
| Line Théroux (Sortante)  | Sans opposition | Sans opposition |

### Sainte-Séraphine
| Candidats pour la mairie | Vote            | %               |
| ------------------------ | --------------- | --------------- |
| Claude Lampron           | Sans opposition | Sans opposition |

### Sainte-Sophie-de-Lévrard
| Candidats pour la mairie   | Vote            | %               |
| -------------------------- | --------------- | --------------- |
| Jean-Guy Beaudet (Sortant) | Sans opposition | Sans opposition |

### Sainte-Sophie-d'Halifax
| Candidats pour la mairie | Vote            | %               |
| ------------------------ | --------------- | --------------- |
| Marc Nadeau (Sortant)    | Sans opposition | Sans opposition |

### Saints-Martyrs-Canadiens
| Candidats pour la mairie | Vote            | %               |
| ------------------------ | --------------- | --------------- |
| André Henri (Sortant)    | Sans opposition | Sans opposition |

### Tingwick
| Candidats pour la mairie      | Vote            | %               |
| ----------------------------- | --------------- | --------------- |
| Paul-Émile Simoneau (Sortant) | Sans opposition | Sans opposition |

### Victoriaville
| Candidats pour la mairie       | Vote   | %    |
| ------------------------------ | ------ | ---- |
| Alain Rayes                    | 10 807 | 62,8 |
| Éric Lefebvre                  | 5 722  | 33,2 |
| Martin Talbot                  | 524    | 3,0  |
| René Martineau                 | 161    | 0,9  |
| Taux de participation : 52,5 % |        |      |

### Villeroy
| Candidats pour la mairie | Vote            | %               |
| ------------------------ | --------------- | --------------- |
| Michel Poisson (Sortant) | Sans opposition | Sans opposition |

### Warwick
| Candidats pour la mairie    | Vote            | %               |
| --------------------------- | --------------- | --------------- |
| Claude Desrochers (Sortant) | Sans opposition | Sans opposition |

### Wickham
| Candidats pour la mairie | Vote            | %               |
| ------------------------ | --------------- | --------------- |
| Carole Côté              | Sans opposition | Sans opposition |